# Теребаево
Теребаево — деревня в Никольском районе Вологодской области. Административный центр Теребаевского сельского поселения.
С точки зрения административно-территориального деления входит в Теребаевский сельсовет.
Расстояние до районного центра Никольска по автодороге — 18 км. Ближайшие населённые пункты — Тарасово, Кипшеньга, Мякишево, Кузнецово.
По переписи 2002 года население — 203 человека (103 мужчины, 100 женщин). Всё население — русские.